# إنتراين باجو
بلدية إنتراين باجو (بالإسبانية: Entrín Bajo), هي إحدى بلديات مقاطعة بطليوس, التي تقع في منطقة إكستريمادورا, والتي تقع في غرب إسبانيا.
يبلغ عدد سكانها 639 نسمة وفقاً لإحصائية سنة (2002).